# The Shepherd of the Hills (pel·lícula de 1928)
The Shepherd of the Hills és una pel·lícula muda dirigida per Albert S. Rogell i protagonitzada per Alec B. Francis, Molly O’Day i John Boles. La pel·lícula, basada en la novel·la homònima de Harold Bell Wright (1907), es va estrenar l'1 de gener de 1928. Es considera una pel·lícula perduda. Existeixen altres versions de la pel·lícula amb el mateix títol que van ser dirigides pel mateix autor (la del 1919) i per Henry Hathaway (la del 1941).

## Argument
David Howitt, és un predicador carismàtic amb un passat fosc que arriba de la ciutat un dia a les muntanyes d'Ozark, a l'estat de Missouri, i és adoptat per una comunitat ramadera que l'anomenen el Pastor per les seves maneres suaus i amables. Allà trava amistat amb el vell Matt, un patriarca de la comunitat. El que aquest no sap el vell Matt és que anys abans el fill de Howitt, un artista buscant paisatges, havia deixat embarassada i abandonat a la filla de Matt que va morir en donar a llum.
En aquella comunitat es produeix anys després una sequera continuada amenaça la gent amb la fam i la ruïna. En aquest escenari la comunitat perd la fe en l '"home miraculós" i se'n burlen, tot i que els suplica que en mantinguin la fe. Mentrestant el jove Matt cerca matar l'home que va portar a la ruïna i a la mort la seva mare sense saber que ell és net del Pastor. L'arribada miraculosa de les pluges restableix la fe de la comunitat, i el pare de la noia traïda, el vell Matt, renuncia a venjar-se quan El Pastor confessa la culpa del seu fill.

## Repartiment
- Alec B. Francis (David Howitt, el Pastor)
- Molly O'Day (Sammy Lane)
- John Boles (Matt Jr.)
- Matthew Betz (Wash Gibbs)
- Romaine Fielding (Matt Sr.)
- Otis Harlan ("By Thunder")
- Joseph Bennett (Ollie)
- Maurice Murphy (Little Pete)
- Edythe Chapman (tieta Mollie)
- Carl Stockdale (Jim Lane)
- Marion Douglas (Maggie)
- John Westwood (el fill de Howitt)